# 경멸

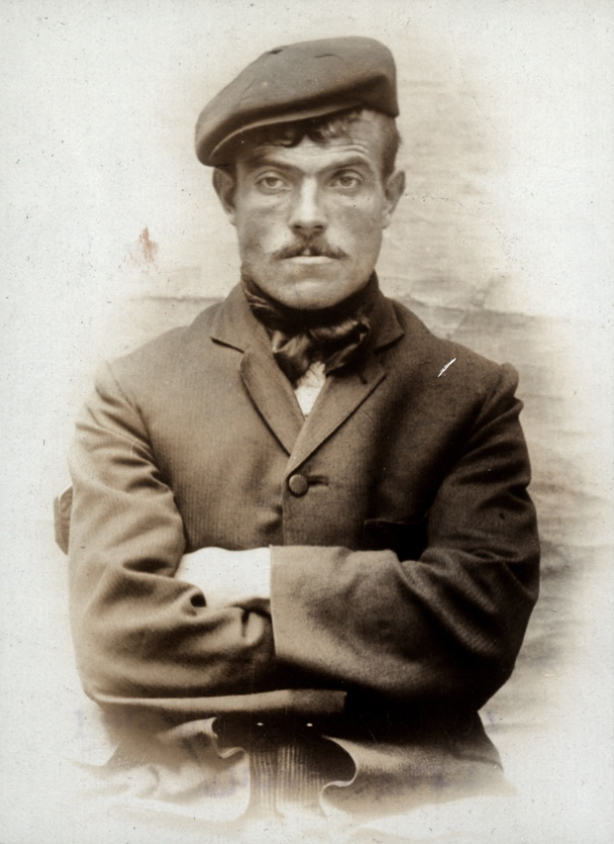
1파운드 동전을 훔친 혐의로 체포된 토머스 워드의 이 사진은 경멸을 나타내는 것으로 볼 수 있다.

경멸(輕蔑)은 남을 깔보아 업신여기는 감정으로, 일반적으로 멸시하는 행위 또는 무언가에 대한 일반적인 존중 부족을 의미한다. 이러한 감정 집합은 일반적으로 부적응적 행동을 유발한다. 다른 저자들은 경멸을 태도를 생성하는 정신성과 감정의 총체가 아닌 부정적인 감정으로 정의한다. 폴 에크만은 경멸을 노여움, 혐오, 공포, 행복, 슬픔, 놀라움과 함께 일곱 번째 기본 감정으로 분류한다. 로버트 C. 솔로몬은 경멸을 원망과 노여움과 같은 감정적 연속선상에 위치시키며, 세 가지의 차이점은 원망이 더 높은 지위의 개인을 향한 분노라는 점, 노여움은 동등한 지위의 개인을 향한 것이라는 점, 경멸은 더 낮은 지위의 개인을 향한 분노라고 주장한다.

## 문화적 맥락
에크만과 프리센(1986)은 서양과 비서양을 포함한 10개 다른 문화권의 관찰자들이 경멸을 나타낸다고 동의한 특정 표정을 식별했다. 이 연구에서 인도네시아 서수마트라 주민들은 미국인, 일본인, 인도네시아인의 사진을 보았다. 그들이 일부 표정을 분노, 혐오, 행복, 슬픔, 공포 또는 놀라움이라는 기본 감정과 구별하여 경멸로 분류할 수 있는 능력은 문화 전반에 걸쳐 일반적인 경멸이 보편적으로 이해된다는 것을 보여주었다(동의 수준은 75%에 해당함). "입술 모서리가 한쪽 얼굴에서 약간 조여지고 올라가는(또는 다른 쪽보다 한쪽에서 훨씬 더 강하게) 표정이 경멸을 나타냈다." 이 연구는 경멸과 경멸의 외적 표현이 다른 기본 감정들과 대조될 때 서양과 비서양 사람들 모두에게서 지적될 수 있음을 보여주었다.
미국 영어에서 "contempt"(경멸)이라는 단어의 사용은 19세기 초 이후로 감소해 왔으며, 21세기에는 "disrespect"(무례함)이라는 단어가 상대적으로 더 흔해졌다.

## 특징
폴 에크만은 널리 인정받는 심리학자로, 보편적으로 인식되는 여섯 가지 감정을 발견했다: 분노, 혐오, 공포, 기쁨, 슬픔, 그리고 놀라움이 그것이다. 경멸에 관한 연구 결과는 덜 명확하지만, 적어도 이 감정과 그 표현이 보편적으로 인식된다는 예비적 증거가 일부 존재한다.
1990년대에 에크만은 확장된 감정 목록을 제안했으며, 이번에는 경멸을 포함시켰다.

## 정의적 특징
경멸은 다섯 가지 특징을 가지고 있다. 경멸은 경멸 대상의 외양이나 지위에 관한 판단을 필요로 한다. 특히 경멸은 도덕적 또는 개인적 실패나 결함으로 인해 경멸 대상이 경멸하는 사람이 중요하게 여기는 대인 관계적 기준에 비추어 자신의 위치를 훼손했다는 판단을 포함한다. 이는 의도적으로 이루어진 것이 아니라 지위의 부족으로 인한 것일 수 있다. 이러한 지위의 부족은 경멸하는 자가 경멸 대상을 전적으로 가치 없는 존재로 분류하거나, 특정 대인 관계적 기준을 완전히 충족시키지 못하는 존재로 분류하게 만들 수 있다. 따라서 경멸은 대인 관계적 기준을 충족시키지 못했다고 인식되는 것에 대한 반응이다. 경멸은 또한 경멸 대상을 바라보거나 주목하는 특정한 방식이며, 이러한 형태의 시선에는 불쾌한 감정적 요소가 포함되어 있다. 경멸은 혐오감과 유사한 매우 본능적인 감정으로 경험될 수도 있고, 냉담한 무관심으로 경험될 수도 있다.
경멸에는 일정한 비교 요소가 있다. 데이비드 흄의 경멸 연구에서, 그는 경멸이 본질적으로 누군가의 "나쁜 특성"을 "있는 그대로" 인식하는 동시에 이 사람과 우리 자신을 비교하는 것을 필요로 한다고 제안한다. 이러한 반사적 요소 때문에 경멸은 또한 우리가 경멸하는 자의 "긍정적 자기 감정"이라고 부를 수 있는 것을 포함한다. 경멸의 한 특징은 일반적으로 경멸 대상에 대해 느끼는 심리적 철회나 거리감이다. 이러한 심리적 거리두기는 자신이 경멸하는 대상과 동일시하지 않는다는 것을 표현하는 필수적인 방법이며, 경멸 대상에 대한 공감적 동일시를 배제한다. (흄, 2002, 251) 어떤 사람에 대한 경멸은 경멸을 표현하는 사람이 중요하다고 생각하는 대인 관계적 기준을 완전히 충족시키지 못한 사람을 부정적이고 비교적으로 바라보거나 주목하는 방식을 포함한다. 이러한 형태의 시선은 경멸 대상으로부터의 심리적 철회를 구성한다.

## 같이 보기
- 법정모욕죄
- 멸칭
- 증오